# Tribu paiute Utu Utu Gwaitu de la reserva Benton
La Tribu paiute Utu Utu Gwaitu de la reserva Benton, també coneguda com a Tribu paiute Benton, és una tribu reconeguda federalment de la Gran Conca al comtat de Mono, Califòrnia.

## Reserva
La Tribu paiute Utu Utu Gwaitu té una reserva federal al comtat de Mono, a 16 km de la frontera de Nevada anomenada Reserva Paiute Benton (37° 47′ 22″ N, 118° 31′ 19″ O / 37.78944°N,118.52194°O) a Benton (Califòrnia). La reserva té una superfície de 400 acres (1,6 km²) en fideïcomís i uns altres 67 acres en lloguer. Aproximadament 50 membres de la tribu viuen a la reserva. La reserva fou establerta el 22 de juliol de 1915. La ciutat més propera és Bishop, que es troba 40 milles al sud. Gairebé a la mateixa distància a l'oest es troba Mammoth Lakes, encara que no hi ha un camí directe que hi condueixi.

## Història
La tribu va votar per unanimitat llur constitució el 22 de novembre de 1975, que fou ratificada el 20 de gener de 1976.

## Nom
El nom Utuʼutuwi·tu, un subgrup dels paiute de la vall d'Owens, fou anglicitzat a Utu Utu Gwaiti, o Gwaitu.

## Govern
La seu de la tribu es troba a Benton (Califòrnia). La tribu és governada per un consell tribal de cinc persones escollides democràticament.
La tribu s'identifica com a paiute. El registre tribal és obert a aquelles persones que poden demostrar que tenen una quarta part de sang paiute, tant si són originaris de l'àrea de Benton o descendents dels enregistrats inicialment. Altres paiutes poden ser adoptats per la tribu amb l'aprovació d'un comitè d'inscripció de cinc persones.
A començaments de 2010 la tribu va rebre una subvenció de 200.000$ del Departament d'Energia dels Estats Units per un estudi de la viabilitat del desenvolupament de l'energia geotèrmica a les terres tribals.